# Tour de France 2014 – 6. etap
6. etap kolarskiego wyścigu Tour de France 2014 odbył się 10 lipca. Start etapu miał miejsce w miejscowości Arras, zaś meta w Reims. Etap liczył 194 kilometrów.
Zwycięzcą etapu został niemiecki kolarz André Greipel. Drugie miejsce zajął Norweg Alexander Kristoff, a trzecie Francuz Samuel Dumoulin.

## Premie
Na 6. etapie były następujące premie:
| Rodzaj | Rodzaj           | Miejscowość/ Miejsce               | Kilometry (od startu) | Kilometry (do mety) |
| ------ | ---------------- | ---------------------------------- | --------------------- | ------------------- |
|        | Górska (IV kat.) | Côte de Coucy-le-Château-Auffrique | 107,5 km              | 86,5 km             |
|        | Lotna            | Pinon                              | 119 km                | 75 km               |
|        | Górska (IV kat.) | Côte de Roucy                      | 157 km                | 37 km               |

### Wyniki
| Lotna – Pinon |                     |        |        |
| Miejsce       | Zawodnik            | Zespół | Punkty |
| 1.            | Tom Leezer          | BEL    | 20     |
| 2.            | Arnaud Gérard       | BSE    | 17     |
| 3.            | Jérôme Pineau       | IAM    | 15     |
| 4.            | Luis Ángel Maté     | COF    | 13     |
| 5.            | Mark Renshaw        | OPQ    | 11     |
| 6.            | Peter Sagan         | CAN    | 10     |
| 7.            | André Greipel       | LTB    | 9      |
| 8.            | Alessandro Petacchi | OPQ    | 8      |
| 9.            | Marco Marcato       | CAN    | 7      |
| 10.           | Dries Devenyns      | GIA    | 6      |
| 11.           | Ji Cheng            | GIA    | 5      |
| 12.           | Albert Timmer       | GIA    | 4      |
| 13.           | Koen de Kort        | GIA    | 3      |
| 14.           | Dmitrij Gruzdiew    | AST    | 2      |
| 15.           | Michał Kwiatkowski  | OPQ    | 1      |

| Górska – Côte de Coucy-le-Château-Auffrique |                 |        |        |
| Miejsce                                     | Zawodnik        | Zespół | Punkty |
| 1.                                          | Luis Ángel Maté | COF    | 1      |

| Górska – Côte de Roucy |                 |        |        |
| Miejsce                | Zawodnik        | Zespół | Punkty |
| 1.                     | Luis Ángel Maté | COF    | 1      |

## Wyniki etapu
| Miejsce | Zawodnik               | Państwo           | Zespół                               | Czas       | Punkty |
| ------- | ---------------------- | ----------------- | ------------------------------------ | ---------- | ------ |
| 1.      | André Greipel          | Niemcy            | Lotto-Belisol                        | 4h 11' 39" | 45     |
| 2.      | Alexander Kristoff     | Norwegia          | Team Katusha                         | +0"        | 35     |
| 3.      | Samuel Dumoulin        | Francja           | Ag2r-La Mondiale                     | +0"        | 30     |
| 4.      | Mark Renshaw           | Australia         | Omega Pharma-Quick-Step Cycling Team | +0"        | 26     |
| 5.      | Peter Sagan            | Słowacja          | Cannondale Pro Cycling               | +0"        | 22     |
| 6.      | Romain Feillu          | Francja           | Bretagne-Séché Environnement         | +0"        | 20     |
| 7.      | Tom Veelers            | Holandia          | Team Giant-Shimano                   | +0"        | 18     |
| 8.      | Bryan Coquard          | Francja           | Team Europcar                        | +0"        | 16     |
| 9.      | Sep Vanmarcke          | Belgia            | Belkin Pro Cycling Team              | +0"        | 14     |
| 10.     | Sylvain Chavanel       | Francja           | IAM Cycling                          | +0"        | 12     |
| 11.     | Daniel Oss             | Włochy            | BMC Racing Team                      | +0"        | 10     |
| 12.     | Cyril Lemoine          | Francja           | Cofidis, Solutions Crédits           | +0"        | 8      |
| 13.     | Greg Van Avermaet      | Belgia            | BMC Racing Team                      | +0"        | 6      |
| 14.     | Fabian Cancellara      | Szwajcaria        | Trek Factory Racing                  | +0"        | 4      |
| 15.     | Jakob Fuglsang         | Dania             | Astana Pro Team                      | +0"        | 2      |
| 16.     | Tom Dumoulin           | Holandia          | Team Giant-Shimano                   | +0"        | —      |
| 17.     | Andrew Talansky        | Stany Zjednoczone | Garmin-Sharp                         | +0"        | —      |
| 18.     | Vincenzo Nibali        | Włochy            | Astana Pro Team                      | +0"        | —      |
| 19.     | Jack Bauer             | Nowa Zelandia     | Garmin-Sharp                         | +0"        | —      |
| 20.     | Alberto Contador       | Hiszpania         | Tinkoff-Saxo                         | +0"        | —      |
| 21.     | Jean-Christophe Péraud | Francja           | Ag2r-La Mondiale                     | +0"        | —      |
| 22.     | Rui Costa              | Portugalia        | Lampre-Merida                        | +0"        | —      |
| 23.     | Kévin Reza             | Francja           | Team Europcar                        | +0"        | —      |
| 24.     | Bauke Mollema          | Holandia          | Belkin Pro Cycling Team              | +0"        | —      |
| 25.     | Mathew Hayman          | Australia         | Orica GreenEdge                      | +0"        | —      |
| 26.     | Tejay van Garderen     | Stany Zjednoczone | BMC Racing Team                      | +0"        | —      |
| 27.     | Peter Velits           | Słowacja          | BMC Racing Team                      | +0"        | —      |
| 28.     | Jürgen Roelandts       | Belgia            | Lotto-Belisol                        | +0"        | —      |
| 29.     | Leopold König          | Czechy            | Team NetApp-Endura                   | +0"        | —      |
| 30.     | José Joaquín Rojas     | Hiszpania         | Movistar Team                        | +0"        | —      |
|         |                        |                   |                                      |            |        |
| 144.    | Luis Ángel Maté        | Hiszpania         | Cofidis, Solutions Crédits           | +4' 13"    | —      |

## Klasyfikacje po 6. etapie

### Klasyfikacja generalna
| Miejsce | Zawodnik              | Państwo           | Zespół                               | Czas        |
| ------- | --------------------- | ----------------- | ------------------------------------ | ----------- |
|         | Vincenzo Nibali       | Włochy            | Astana Pro Team                      | 24h 38' 25" |
| 2.      | Jakob Fuglsang        | Dania             | Astana Pro Team                      | +2"         |
| 3.      | Peter Sagan           | Słowacja          | Cannondale Pro Cycling               | +44"        |
| 4.      | Michał Kwiatkowski    | Polska            | Omega Pharma-Quick-Step Cycling Team | +50"        |
| 5.      | Fabian Cancellara     | Szwajcaria        | Trek Factory Racing                  | +1' 17"     |
| 6.      | Jurgen Van den Broeck | Belgia            | Lotto-Belisol                        | +1' 45"     |
| 7.      | Tony Gallopin         | Francja           | Lotto-Belisol                        | +1' 45"     |
| 8.      | Richie Porte          | Australia         | Team Sky                             | +1' 54"     |
| 9.      | Andrew Talansky       | Stany Zjednoczone | Garmin-Sharp                         | +2' 05"     |
| 10.     | Alejandro Valverde    | Hiszpania         | Movistar Team                        | +2' 11"     |
| 11.     | Tejay van Garderen    | Stany Zjednoczone | BMC Racing Team                      | +2' 11"     |
| 12.     | Romain Bardet         | Francja           | Ag2r-La Mondiale                     | +2' 11"     |
| 13.     | Rui Costa             | Portugalia        | Lampre-Merida                        | +2' 11"     |
| 14.     | Geraint Thomas        | Wielka Brytania   | Team Sky                             | +2' 16"     |
| 15.     | Tom Dumoulin          | Holandia          | Team Giant-Shimano                   | +2' 25"     |
| 16.     | Jurij Trofimow        | Rosja             | Team Katusha                         | +2' 25"     |
| 17.     | Bauke Mollema         | Holandia          | Belkin Pro Cycling Team              | +2' 27"     |
| 18.     | Alberto Contador      | Hiszpania         | Tinkoff-Saxo                         | +2' 37"     |
| 19.     | Jan Bakelants         | Belgia            | Omega Pharma-Quick-Step Cycling Team | +2' 39"     |
| 20.     | Peter Velits          | Słowacja          | BMC Racing Team                      | +2' 44"     |

### Klasyfikacja punktowa
| Miejsce | Zawodnik           | Państwo   | Zespół                               | Punkty   |
| ------- | ------------------ | --------- | ------------------------------------ | -------- |
|         | Peter Sagan        | Słowacja  | Cannondale Pro Cycling               | 217 pkt. |
| 2.      | Bryan Coquard      | Francja   | Team Europcar                        | 137 pkt. |
| 3.      | Marcel Kittel      | Niemcy    | Team Giant-Shimano                   | 135 pkt. |
| 4.      | Alexander Kristoff | Norwegia  | Team Katusha                         | 117 pkt. |
| 5.      | André Greipel      | Niemcy    | Lotto-Belisol                        | 91 pkt.  |
| 6.      | Mark Renshaw       | Australia | Omega Pharma-Quick-Step Cycling Team | 87 pkt.  |
| 7.      | Samuel Dumoulin    | Francja   | Ag2r-La Mondiale                     | 55 pkt.  |
| 8.      | Vincenzo Nibali    | Włochy    | Astana Pro Team                      | 53 pkt.  |
| 9.      | Greg Van Avermaet  | Belgia    | BMC Racing Team                      | 48 pkt.  |
| 10.     | Arnaud Démare      | Francja   | FDJ.fr                               | 44 pkt.  |

### Klasyfikacja górska
| Miejsce | Zawodnik          | Państwo   | Zespół                     | Punkty |
| ------- | ----------------- | --------- | -------------------------- | ------ |
|         | Cyril Lemoine     | Francja   | Cofidis, Solutions Crédits | 6 pkt. |
| 2.      | Blel Kadri        | Francja   | Ag2r-La Mondiale           | 5 pkt. |
| 3.      | Jens Voigt        | Niemcy    | Trek Factory Racing        | 4 pkt. |
| 4.      | Nicolas Edet      | Francja   | Cofidis, Solutions Crédits | 4 pkt. |
| 5.      | Luis Ángel Maté   | Hiszpania | Cofidis, Solutions Crédits | 3 pkt. |
| 6.      | Thomas Voeckler   | Francja   | Team Europcar              | 3 pkt. |
| 7.      | Pierre Rolland    | Francja   | Team Europcar              | 2 pkt. |
| 8.      | Tom-Jelte Slagter | Holandia  | Garmin-Sharp               | 2 pkt. |
| 9.      | Perrig Quémeneur  | Francja   | Team Europcar              | 2 pkt. |
| 10.     | David de la Cruz  | Hiszpania | Team NetApp-Endura         | 2 pkt. |

### Klasyfikacja młodzieżowa
| Miejsce | Zawodnik           | Państwo    | Zespół                               | Czas        |
| ------- | ------------------ | ---------- | ------------------------------------ | ----------- |
|         | Peter Sagan        | Słowacja   | Cannondale Pro Cycling               | 24h 39' 09" |
| 2.      | Michał Kwiatkowski | Polska     | Omega Pharma-Quick-Step Cycling Team | +6"         |
| 3.      | Romain Bardet      | Francja    | Ag2r-La Mondiale                     | +1' 27"     |
| 4.      | Tom Dumoulin       | Holandia   | Team Giant-Shimano                   | +1' 41"     |
| 5.      | Thibaut Pinot      | Francja    | FDJ.fr                               | +2' 40"     |
| 6.      | Matteo Trentin     | Włochy     | Omega Pharma-Quick-Step Cycling Team | +11' 39"    |
| 7.      | Nelson Oliveira    | Portugalia | Lampre-Merida                        | +18' 37"    |
| 8.      | Jesús Herrada      | Hiszpania  | Movistar Team                        | +18' 46"    |
| 9.      | Ion Izagirre       | Hiszpania  | Movistar Team                        | +22' 52"    |
| 10.     | Bryan Coquard      | Francja    | Team Europcar                        | +24' 50"    |

### Klasyfikacja drużynowa
| Miejsce | Zespół                  | Państwo           | Czas        |
| ------- | ----------------------- | ----------------- | ----------- |
|         | Astana Pro Team         | Kazachstan        | 73h 56' 23" |
| 2.      | Belkin Pro Cycling Team | Holandia          | +4' 18"     |
| 3.      | BMC Racing Team         | Stany Zjednoczone | +6' 05"     |
| 4.      | Team Sky                | Wielka Brytania   | +6' 17"     |
| 5.      | Trek Factory Racing     | Stany Zjednoczone | +7' 22"     |
| 6.      | Cannondale Pro Cycling  | Włochy            | +9' 03"     |
| 7.      | Team Katusha            | Rosja             | +9' 26"     |
| 8.      | Garmin-Sharp            | Stany Zjednoczone | +10' 15"    |
| 9.      | Orica GreenEdge         | Australia         | +10' 31"    |
| 10.     | Team NetApp-Endura      | Niemcy            | +10' 36"    |